# Decretum laudis
Il decretum laudis (o decreto di lode) è il provvedimento ufficiale con cui la Santa Sede concede agli istituti di vita consacrata ed alle società di vita apostolica il riconoscimento ecclesiastico di istituzione di diritto pontificio.
Quando il decreto di lode è emesso in forma di breve apostolico si parla di breve di lode.

## Diritto canonico
Per la creazione di una nuova comunità religiosa sono necessari il nullaosta dalla competente autorità della Chiesa (le congregazioni per gli Istituti di Vita Consacrata e le Società di Vita Apostolica, per l'Evangelizzazione dei Popoli o per le Chiese Orientali, a seconda delle finalità dell'istituto e del suo ambito di azione) e l'approvazione dell'ordinario della diocesi: la congregazione è allora detta di diritto diocesano. 
Crescendo la sua importanza, constatatene la maturità spirituale e apostolica, essa può essere approvata formalmente dal pontefice con il "decretum laudis", che la trasforma in congregazione di diritto pontificio, soggetta in modo immediato ed esclusivo alla potestà della Santa Sede.
Seguono, in genere, l'approvazione temporanea e quella definitiva.

## Struttura
Il decretum laudis contiene, di regola, un sommario storico sull'origine dell'istituto e una breve descrizione delle finalità e dell'ordinamento interno dello stesso, un riferimento alle lettere laudatorie dei vescovi e all'esame compiuto dalle congregazioni romane alla società; si conclude con la lode e raccomandazione amplissimis verbis dell'istituto in questione.
La prassi dell'utilizzo del decretum laudis da parte dei papi per concedere il riconoscimento di istituzione di diritto pontificio alle congregazioni iniziò a consolidarsi negli anni a cavallo tra il XVIII e il XIX secolo, anche se per i primi tempi tali decreti furono seguiti da atti più solenni quali le bolle e i brevi.